# Konstanty Jeleński (dyplomata)
Konstanty Jeleński (ur. 4 września 1888 w Wysokim Dworze k. Giedrojć, zm. 29 maja 1955 w Londynie) – polski dyplomata i urzędnik konsularny.

## Życiorys
Pochodził z rodziny ziemiańskiej. Syn Bolesława i Katarzyny Gieczewicz. Absolwent Szkoły Nauk Politycznych w Paryżu. W 1919 wstąpił do polskiej służby zagranicznej, pełniąc cały szereg funkcji, m.in. sekretarza poselstwa w Rzymie (1919–), charge d'affaires/urzędnika w Madrycie (1923–1926), urzędnika w Departamencie Polityczno-Ekonomicznym MSZ (1926–1927), z-cy dyr. protokołu dyplomatycznego MSZ (1927), radcy poselstwa w Bukareszcie (1927–1929) oraz w Wiedniu (1929–1932), ponownie urzędnika dep. pol.-ek. MSZ (1932–1933), konsula generalnego w Królewcu (1933–1935), urzędnika w dep. pol.-ekon. MSZ (1935–1937), konsula generalnego w Monachium (1937–1939). 31 lipca 1939 przeniesiony w stan spoczynku.
Ojciec Konstantego Jeleńskiego, mąż Teresy Jeleńskiej.

## Ordery i odznaczenia
- Krzyż Oficerski Orderu Odrodzenia Polski (2 maja 1923)[2][3]
- Krzyż Kawalerski Orderu Odrodzenia Polski[4]
- Medal Dziesięciolecia Odzyskanej Niepodległości[4]
- Komandor z Gwiazdą Orderu Izabeli Katolickiej (Hiszpania)[4]
- Komandor z Gwiazdą Orderu Korony (Rumunia)[4]
- Komandor Orderu Korony (Włochy)[4]
- Komandor Orderu św. Sawy (Jugosławia)[4]
- Komandor Orderu Białej Róży (Finlandia)[4]
- Komandor Odznaki Honorowej za Zasługi (Austria)[4]
- Oficer Orderu Legii Honorowej (Francja)[4]